# Асагири
Асагири (яп. あさぎり町 Асагири-тё:) — посёлок в Японии, находящийся в уезде Кума префектуры Кумамото. Площадь посёлка составляет 159,49 км², население — 15 625 человек (1 августа 2014), плотность населения — 97,97 чел./км².

## Географическое положение
Посёлок расположен на острове Кюсю в префектуре Кумамото региона Кюсю. С ним граничат город Эбино, посёлки Нисики, Тараги и село Сагара.

## Население
Население посёлка составляет 15 625 человек (1 августа 2014), а плотность — 97,97 чел./км². Изменение численности населения с 1980 по 2005 годы:
| 1980 | 19 524 чел. |  |
| 1985 | 19 535 чел. |  |
| 1990 | 18 968 чел. |  |
| 1995 | 18 533 чел. |  |
| 2000 | 17 751 чел. |  |
| 2005 | 17 300 чел. |  |

## Символика
Деревом посёлка считается Fagus crenata, цветком — калужница болотная, птицей — полевой жаворонок.